# Daïa (santa)
Daïa (fl. siglo XI) es una santa argelina bereber. Es venerada por el pueblo mozabita de la región de M'zab, en el centro-norte de Argelia. Se cree que vivió en una cueva (ghār) cerca de Wadi Mzab en el valle de M'zab. Los musulmanes acudieron más tarde al valle y construyeron la ciudad de Ghardaïa para escapar de la persecución de los fatimíes del norte.